# Белл, Луи
Луи Рассел Белл (англ. Louis Russell Bell; 27 мая 1982, Куинси, США) ― американский музыкальный продюсер. Работал с такими артистами, как Post Malone, Halsey, Taylor Swift, Miley Cyrus, 5 Seconds of Summer, Juice WRLD, Kanye West. Белл имеет на своем счёту 18 песен, попавших в топ-10 хитов в США, включая восемь композиций, занявших 1 место. Billboard назвал влияние Белла на вершину чартов «историческим» и отметил его как «самого плодовитого, успешного и непривязанного фрилансера поп-музыки 2019 года».

## Премии

### iHeart Radio Music Awards
| Год  | Категория        | Результат |
| ---- | ---------------- | --------- |
| 2019 | Продюсер года    | Победа    |
| 2019 | Автор песен года | Номинация |
| 2020 | Продюсер года    | Номинация |
| 2020 | Автор песен года | Победа    |
| 2021 | Продюсер года    | Номинация |